# Eugenio de Ochoa

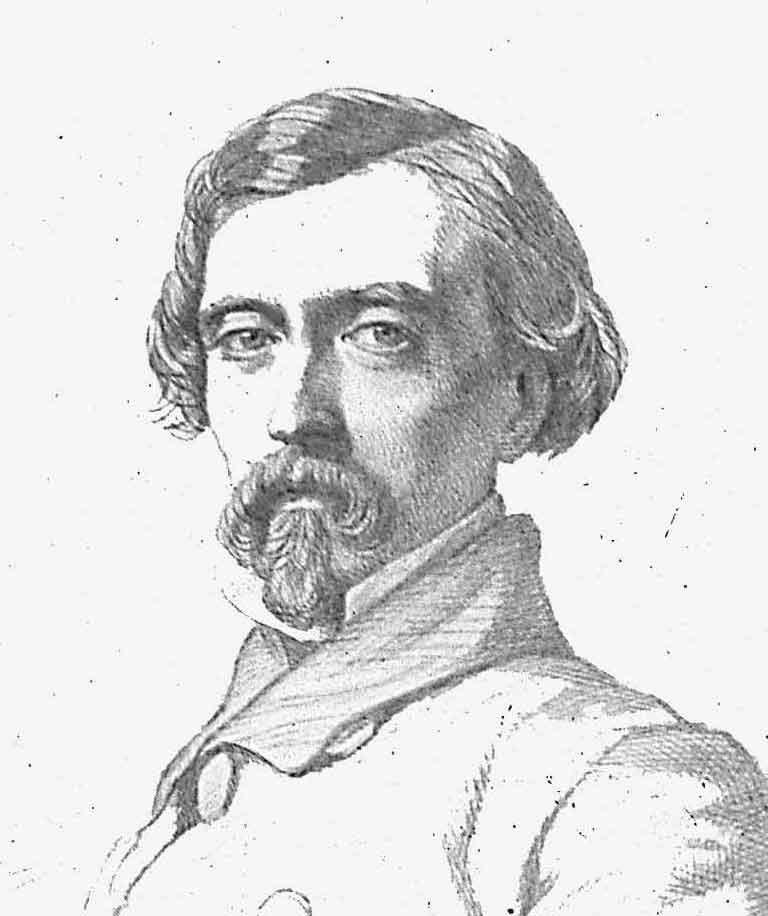
Eugenio de Ochoa

Eugenio de Ochoa y Montel, spr. otschoa, (* 19. April 1815 in Bayonne, Frankreich; † 29. Februar 1872 in Madrid) war ein spanischer Dichter, Kritiker und politischer Schriftsteller der Romantik.
Eugenio de Ochoa war Schüler am Instituto San Mateo, später wechselte er an Instituto San Tomas in Madrid. Mit 14 Jahren bekam er ein Stipendium des spanischen Königs Ferdinand VII. und konnte die École des arts et des métiers in Paris besuchen. Bereits während dieser Zeit hatte er sich nebenbei mit der Malerei beschäftigt.
Seinen Plan Maler zu werden, gab Eugenio de Ochoa nach einer Augenerkrankung auf und kehrte 1834 nach Madrid zurück. Dort machte er die Bekanntschaft mit Alberto Lista und dieser engagierte ihn für seine Zeitschrift „Gaceta de Madrid“. Erst die Ereignisse von La Granja veranlassten ihn, wieder nach Paris zu gehen.

Dort arbeitete de Ochoa hauptsächlich im Verlag Baudry und machte sich dort um die Herausgabe spanischer Klassiker verdient. Mit Anthologien wie „Tesoro de autores españoles“ trug er maßgeblich zur Verbreitung spanischer Literatur in Europa bei.
1844 kehrte Eugenio de Ochoa nach Madrid zurück und wurde als Unterbibliothekar an die Nationalbibliothek berufen. Im selben Jahr ernannte ihn die Real Academia Española zu ihrem Mitglied. Kurze Zeit später wurde er auch Mitglied in der Real Academia de la Historia. Politisch engagiert betraute man ihn im darauffolgenden Jahr mit dem Amt des Bezirkspräsidenten in Huesca.

1847 wechselte er von der Nationalbibliothek zur spanischen Staatsdruckerei, der er für kurze Zeit als Direktor vorstand. Anschließend führte ihn seine Karriere ins Ministerium für Unterricht, wo er als Büroleiter fungierte. Dieses Amt legte er nieder, als er später als Abgeordneter in die Cortes gewählt wurde.
Königin Isabella II. ernannte de Ochoa 1851 zum „wirklichen Kammerherrn“. Ungefähr 20 Jahre später zog sich Eugenio de Ochoa nach und nach ins Privatleben zurück und starb sieben Wochen vor seinem 57. Geburtstag am 29. Februar 1872 in Madrid.

## Rezeption
Das literarische Werk von Eugenio de Ochoa besteht zu einem großen Teil literaturhistorischer, -kritischer und politischer Artikel, die er in verschiedenen, zum Teil von ihm selbst redigierten, Zeitschriften veröffentlichte. Auch einige Theaterstücke (Dramen) sowie Erzählungen und Gedichte.

Als Übersetzer wirkte meistenteils aus (und in) die französische Sprache und als Herausgeber trug er viel zur Verbreitung der klassischen Literatur Spaniens in Europa bei.

## Werke (Auswahl)
als Autor
- Ecos del alma. (Gedichte)

als Herausgeber
- Iñigo Lopez de Santillana: Werke.
- Hernan Perez de Pulgar: Werke.

als Bearbeiter
- Spanische Handschriften in Pariser Bibliotheken. Paris 1844 (Auftragsarbeit für Ludwig Philipp I.).
- Épistolario español. In: Biblioteca de autores españoles. Band 13 und Band 42.

Dieser Artikel basiert auf einem gemeinfreien Text aus Meyers Konversations-Lexikon, 4. Auflage von 1888 bis 1890.
| Personendaten    | Personendaten                                   |
| ---------------- | ----------------------------------------------- |
| NAME             | Ochoa, Eugenio de                               |
| ALTERNATIVNAMEN  | Ochoa y Montel, Eugenio de (vollständiger Name) |
| KURZBESCHREIBUNG | spanischer Schriftsteller und Kritiker          |
| GEBURTSDATUM     | 19. April 1815                                  |
| GEBURTSORT       | Bayonne                                         |
| STERBEDATUM      | 29. Februar 1872                                |
| STERBEORT        | Madrid                                          |